# Erzsébet Gulyás-Köteles

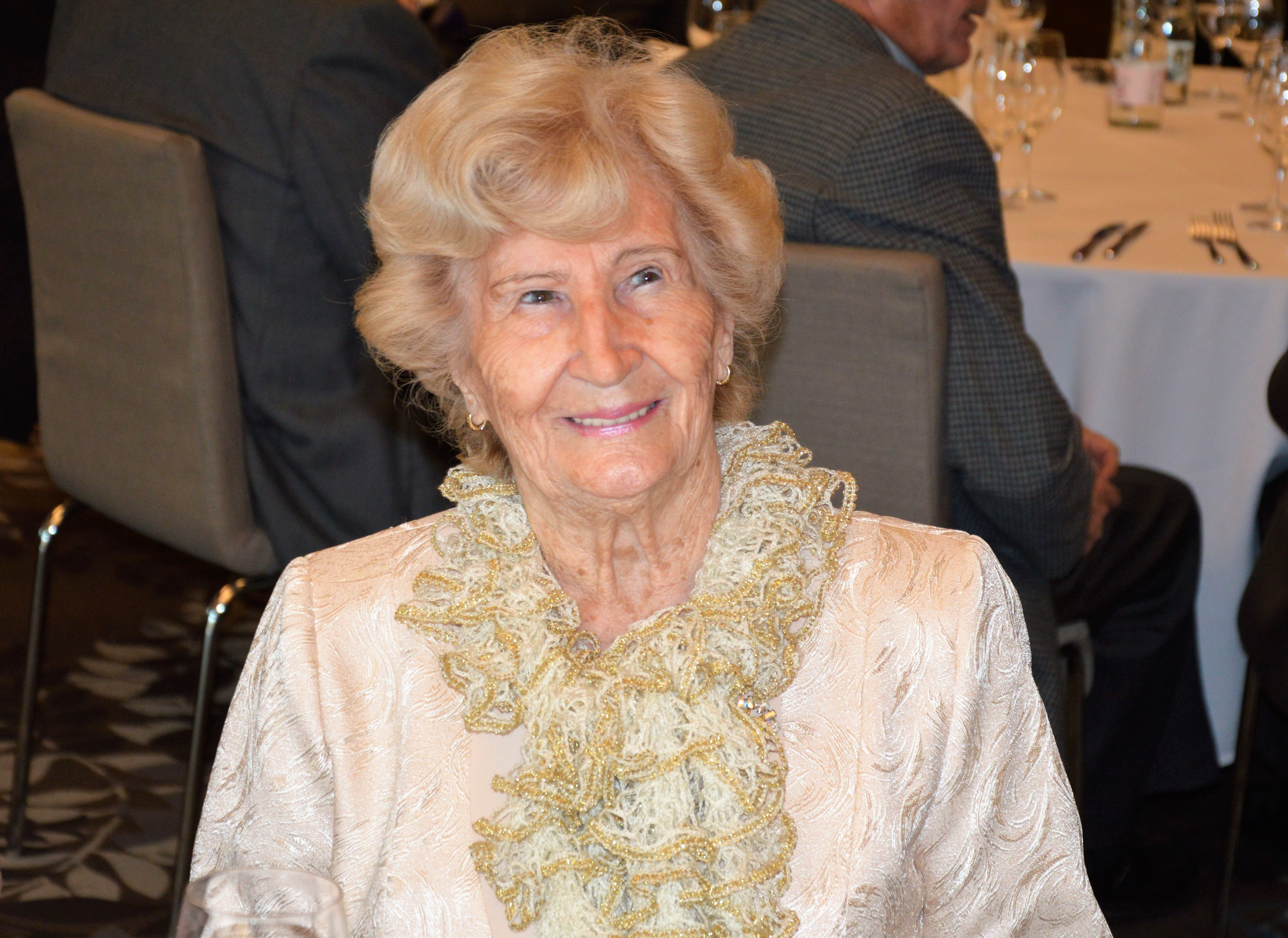
Erzsébet Köteles (2013)

Erzsébet Gulyás-Köteles (* 3. November 1924 als Erzsébet Köteles in Budapest; † 16. Juni 2019 ebenda) war eine ungarische Turnerin, die fünf Medaillen bei Olympischen Spielen gewann.

## Leben
Bei den Olympischen Spielen 1948 in London wurde im Frauenturnen letztmals nur der Mannschaftswettkampf ausgetragen. Es siegte die Riege aus der Tschechoslowakei vor den Ungarinnen und den Turnerinnen aus den Vereinigten Staaten. Gulyas war viertbeste Einzelturnerin in der ungarischen Riege und zwölftbeste Turnerin aller Riegen.
Vier Jahre später erturnte die ungarische Riege bei den Olympischen Spielen in Helsinki  die Silbermedaille im Mannschaftswettbewerb hinter den Turnerinnen aus der Sowjetunion. In der Einzelwertung belegte Gulyas diesmal offiziell den 12. Platz. Am Boden belegte sie mit 18,99 Punkten den vierten Platz, ihre Mannschaftskameradin Margit Korondi erhielt mit 19,00 Punkten die Bronzemedaille. An den anderen Geräten erreichte Gulyás den 11. Platz am Stufenbarren, den 13. Platz im Sprung und den 16. Platz am Schwebebalken. In der abschließend ausgetragenen Gruppengymnastik mit Handgeräten gewann die schwedische Mannschaft vor der Sowjetunion und den Ungarinnen.
1954 gewann die ungarische Riege mit Erzsébet Gulyás bei den Weltmeisterschaften in Rom die Silbermedaille hinter der sowjetischen Riege und vor der Riege aus der Tschechoslowakei.
Zwei Jahre später gehörte Erzsébet Gulyás auch bei den Olympischen Spielen in Melbourne zur ungarischen Riege, die wie acht und vier Jahre zuvor die Silbermedaille im Mannschaftswettbewerb erturnte. In der Einzelwertung belegte sie den 18. Platz. Ihre beste Platzierung an den Geräten war der 19. Platz am Schwebebalken. Den Wettkampf in der Gruppengymnastik gewannen die Ungarinnen in der Besetzung Andrea Bodó, Erzsébet Gulyás, Ágnes Keleti, Alíz Kertész, Margit Korondi und Olga Tass vor den schwedischen Titelverteidigerinnen.
Bereits ab 1950 arbeitete Gulyás-Köteles als Trainerin; nach ihrer sportlichen Karriere war sie als Sportlehrerin und auch als internationale Wertungsrichterin tätig.
Erzsébet Gulyás-Köteles starb am 16. Juni 2019 mit 94 Jahren nach langer Krankheit in ihrer Heimatstadt Budapest.